# Utrecht bispedømme
Utrecht bispedømme blev stiftet i 696 af den hellige Willibrord. Dets biskopper gjaldt i lang tid som hovedrepræsentanter for den kejserlige magt i Nederlandene, indtil Grevskaberne Geldern og Holland hævede sig, og de måtte under hele middelalderen føre uophørlige kampe mod Utrechts frihedselskende borgere. I 1527 afstod biskop Henrik den verdslige magt til Karl V. I 1559 blev Utrecht bispedømme ophøjet til et ærkebispedømme af pave Paul IV.